# クリスマス・プリンス
『クリスマス・プリンス』（原題:A Christmas Prince）は2017年に配信されたアメリカ合衆国のロマンティック・コメディ映画である。監督はアレックス・ザム、主演はローズ・マクアイヴァーとベン・ラムが務めた。

## あらすじ
雑誌の記者として働くアメリカ人女性、アンバー・ムーアはアルドヴィア王国へと出張することになった。同国では国王が亡くなったことを受けて、リチャード皇太子が即位することになっていた。しかし、リチャードはプレイボーイとして有名で、「自由気ままに生きたい」という理由で国王の座を放棄するのではないかとすら言われていた。アンバーは即位後の記者会見に出席したが、リチャードは会見の場に姿を見せなかった。記者たちが苛立ちと失望を隠さない中、アンバーは勝手に王宮内をうろつき、リチャードに関する情報を集めようとしていた。スタッフに見つかったアンバーだったが、そのスタッフはアンバーを王女（エミリー）の新しい家庭教師と勘違いしていた。アンバーはそれを利用して家庭教師になりすまし、取材をこっそり続けることにした。
エミリーは二分脊椎症を患っているために、周囲の人間から労られつつ日々を過ごしていたが、彼女はそれにうんざりしていた。当初、家庭教師の存在が気にくわないエミリーはアンバーに悪戯を仕掛けたが、徐々にアンバーに対して心を開いていった。アンバーが普通の女の子と同じように自分に接してくれたためであった。ほどなくして、アンバーはリチャードに会うことになったが、彼の顔を見た瞬間、アンバーは仰天した。リチャードが空港で自分が乗ろうとしたタクシーに飛び乗った男と同一人物であることに気が付いたからである。噂に反し、リチャードは責任感のある男性で、家族に対しても思いやりのある人間であった（ただし、王位継承に乗り気ではないという噂は真実であった）。アンバーはそんなリチャードに惹かれていった。その矢先、エミリーがアンバーの正体を突き止められてしまったが、アンバーがリチャードの実像を記事にすることを条件に、秘密を守ってくれることになった。
アンバーがリチャードの乗馬に付き添っていると、突然、アンバーを乗せた馬が暴れ出した。落馬したアンバーは狼に襲撃されるが、リチャードが狼を追い払ってくれた。リチャードと2人きりになったとき、リチャードは「王位を継承するつもりはないと父上に申し上げたが、父上は聞く耳を持ってくれなかった。お互いに熱が入ってしまい、口論になってしまった。父上が亡くなったのはそれからすぐのことだった」と言った後、アンバーに父親が書いた謎の詩を見せた。良いムードになった2人はそのままキスをしようとしたが、馬の鳴き声に邪魔されてしまった。リチャードが馬を宥めに外に出て行った後、先王の机を漁ったアンバーは書類を発見した。その書類にはリチャードが王の実子ではなく、養子であることが書かれていた。アンバーは「自らが養子であることを知ったら、リチャードはショックを受けるだろう」と考え、書類の存在を隠し通すことにした。
しばらくして、サイモン（リチャードの従弟で王位を狙っている）とソフィア（リチャードの元カノ）がアンバーの部屋に侵入し、アンバーの正体とリチャードに関する真実を知ってしまう。戴冠式の日、サイモンとソフィアは入手した情報を暴露した。アンバーに騙されていたことを知ったリチャードは憤慨し、アンバーの謝罪を受け付けようとはしなかった。アンバーが王宮を退去した後、女王は「子供ができなかったから、養子を取る以外に道はなかった。もっと早くお前に真実を伝えるべきだった。」「王も私もお前を実の息子だと思っている」とリチャードに言った。その言葉を聞いたリチャードは「サイモンのような男に王の座を渡すわけにはいかない」と考え、戦う決意を固めるのだった。その頃、アンバーはリチャードの窮地を打破する方策を思いついていた。

## キャスト
- ローズ・マクアイヴァー - アンバー（吹替：うえだ星子）
- ベン・ラム - リチャード皇太子（吹替：福田賢二）
- サラ・ダグラス - ミセス・アヴェリル（吹替：はやみけい）
- ダニエル・ファザーズ - ルディ（吹替：楠見尚己）
- アリス・クリーグ - ヘレナ女王（吹替：一城みゆ希）
- タヒラ・シャリフ - メリッサ
- リチャード・アシュトン - ミスター・リトル（吹替：高瀬右光）
- テオ・デヴァニー - サイモン（吹替：阪口周平）
- ヴォーン・ジョセフ - ロン（吹替：笠間淳）
- オナー・ニーフシー - エミリー王女（吹替：種市桃子）
- エイミー・マーストン - マックス・ゴールディング（吹替：喜代原まり）
- ジョエル・マクヴァー - アンディ（吹替：岩城泰司）
- エマ・ルイーズ・ソーンダース - ソフィア（吹替：合田絵利）
- ポール・コートネイ・フュー - ギル報道官

## マーケティング・評価
2017年11月17日、本作のオフィシャル・トレイラーが公開された。
同年12月11日、Netflix USAの公式Twitterアカウントが「過去18日間で、『クリスマス・プリンス』を毎日鑑賞している方が53名います。彼/彼女らは誰かに傷つけられているのでしょうか。」とツイートしたところ、当該ツイートを肯定的に捉える人が出る一方で、「なれなれしい」「ユーザーを馬鹿にしているのか」という声が少なからず上がった。後日、Netflixは釈明のコメントを発表した。
本作は批評家から好意的に評価されている。映画批評集積サイトのRotten Tomatoesには11件のレビューがあり、批評家支持率は73%、平均点は10点満点で6点となっている。

## 続編
2018年5月18日、Netflixが本作の続編を製作しているとの報道があった。11月30日、続編「クリスマス・プリンス: ロイヤルウェディング」が全世界で配信された。2019年12月5日には二作目の続編「クリスマス・プリンス: ロイヤルベイビー」が配信された。